# The Music
The Music foi uma banda de rock da Inglaterra, formada originalmente em 1999.

## Integrantes
- Robert Harvey – vocal, guitarra
- Adam Nutter – guitarra
- Stuart Coleman – baixo
- Phil Jordan – bateria

## Discografia

### Álbuns
- The Music (2 de setembro de 2002)
- Welcome to the North (20 de setembro de 2004)
- Strength In Numbers (junho de 2008)

### DVDs
- Live at the Blank Canvas (1 de setembro de 2003)
- Welcome to Japan (18 de julho de 2005)

### EPs
- You Might as Well Try to Fuck Me EP (5 de novembro de 2001)
- The People EP (29 de abril de 2002)

### Singles
- "Take the Long Road and Walk It (Fierce Panda)" (21 de maio de 2001)
- "Take The Long Road And Walk It" (Re-release) (19 de agosto de 2002)
- "Getaway" (18 de novembro de 2002)
- "The Truth Is No Words" (17 de fevereiro de 2003)
- "Welcome to the North" (apenas para download, 2004)
- "Freedom Fighters" (6 de setembro de 2004)
- "Bleed From Within" (20 de dezembro de 2004)
- "Breakin'" (10 de janeiro de 2005)
- "Strength In Numbers" (2 de junho de 2008)